# Collegiata di San Martino (Caldarola)
La Collegiata di San Martino è un edificio religioso che sorge nel lato orientale dell'attuale piazza Vittorio Emanuele II di Caldarola.

## Storia

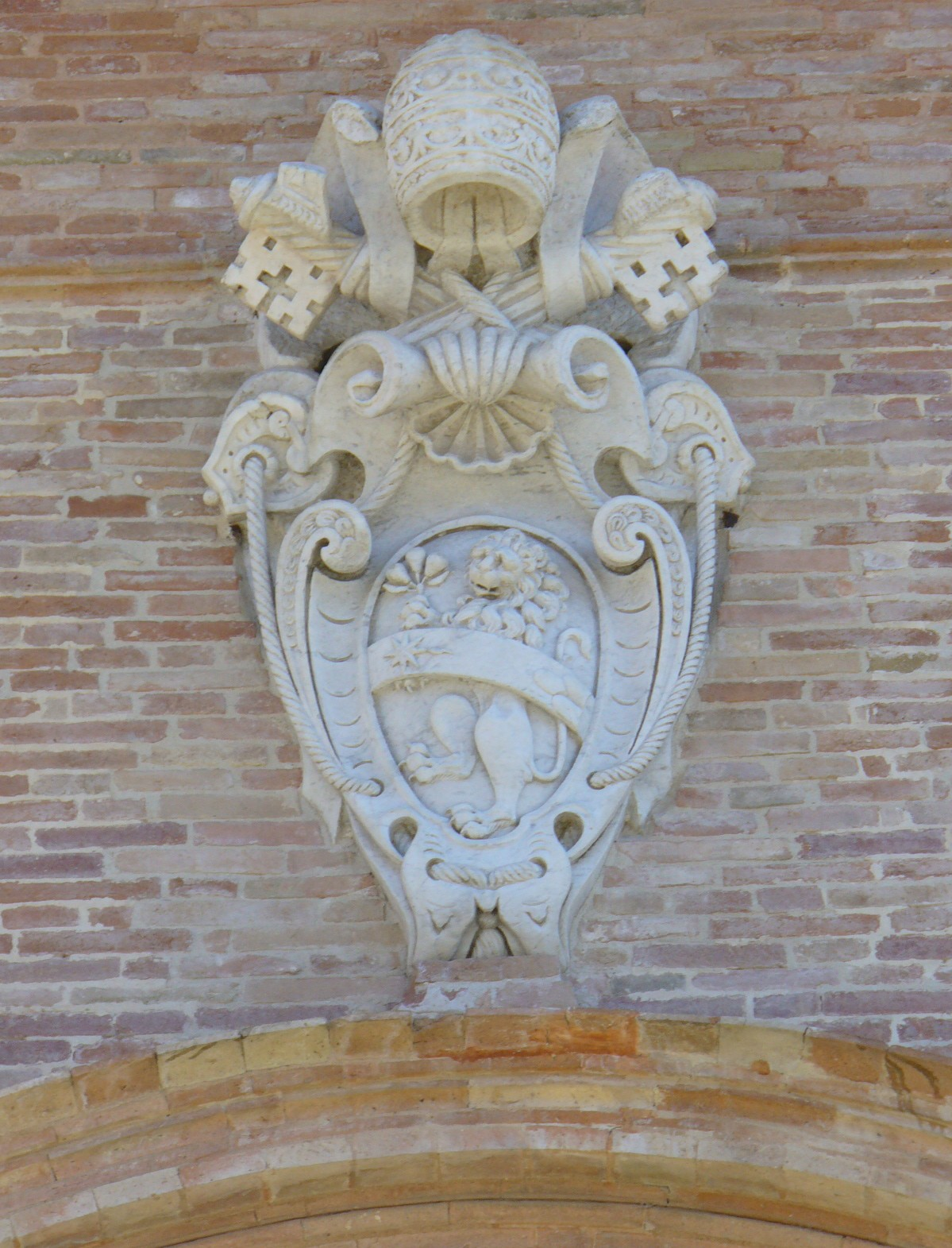
Stemma di papa Sisto V posto al centro della facciata

Di fronte alla porta Nova (che si trovava nella parte più in basso del “Castrum Novum”) il terreno in antico probabilmente degradava rapidamente verso il fiume. Proprio per questo motivo la municipalità, ma forse più probabilmente il Cardinale Evangelista Pallotta, provvide ad una grandiosa operazione di interramento che interessò la zona che doveva diventare la piazza, ma anche le abitazioni del castrum novum.
Tale intervento mise quindi a disposizione del Cardinale un ampio spazio edificabile fra i due borghi di Gea e Fiorenzola: sarà questa l'area usata per la costruzione del palazzo Pallotta di piazza, della nuova Chiesa di San Martino e del campanile.
Evangelista Pallotta, che dal 1570 era stato sacerdote con rettorato di San Martino “vecchio”, fu il vero artefice della trasformazione della cittadina. il Castello fu trasformato in dimora gentilizia, fu costruita la Chiesa di San Martino e quella di San Gregorio, fornì le chiese di preziosi arredi e al Comune dette la disponibilità di molti beni. 
I lavori di costruzione di questa fabbrica iniziarono nel 1587, mentre Evangelista Pallotta era Datario e come testimonia la lapide posta sulla chiesa stessa, queste informazioni ci vengono dal Barlesi, che narra:
“Per le fabbriche del palazzo della chiesa del campanile e dell'altare maggiore spese il nostro esimio Cardinale scudi 38.000. Per avere a sufficienza e di buona qualità il travertino comprò il Cardinale un colle chiamato ora Sasso Pallotta tra Bistocco e Campolarzo, ma il Cardinale Evangelista fu ingannato poiché il travertino non regge al gelo.”(!)
Notevole importanza ebbero i De Magistris per le decorazioni di questi edifici. Le pareti del Coro erano decorate con affreschi che narravano della vita di San Martino.

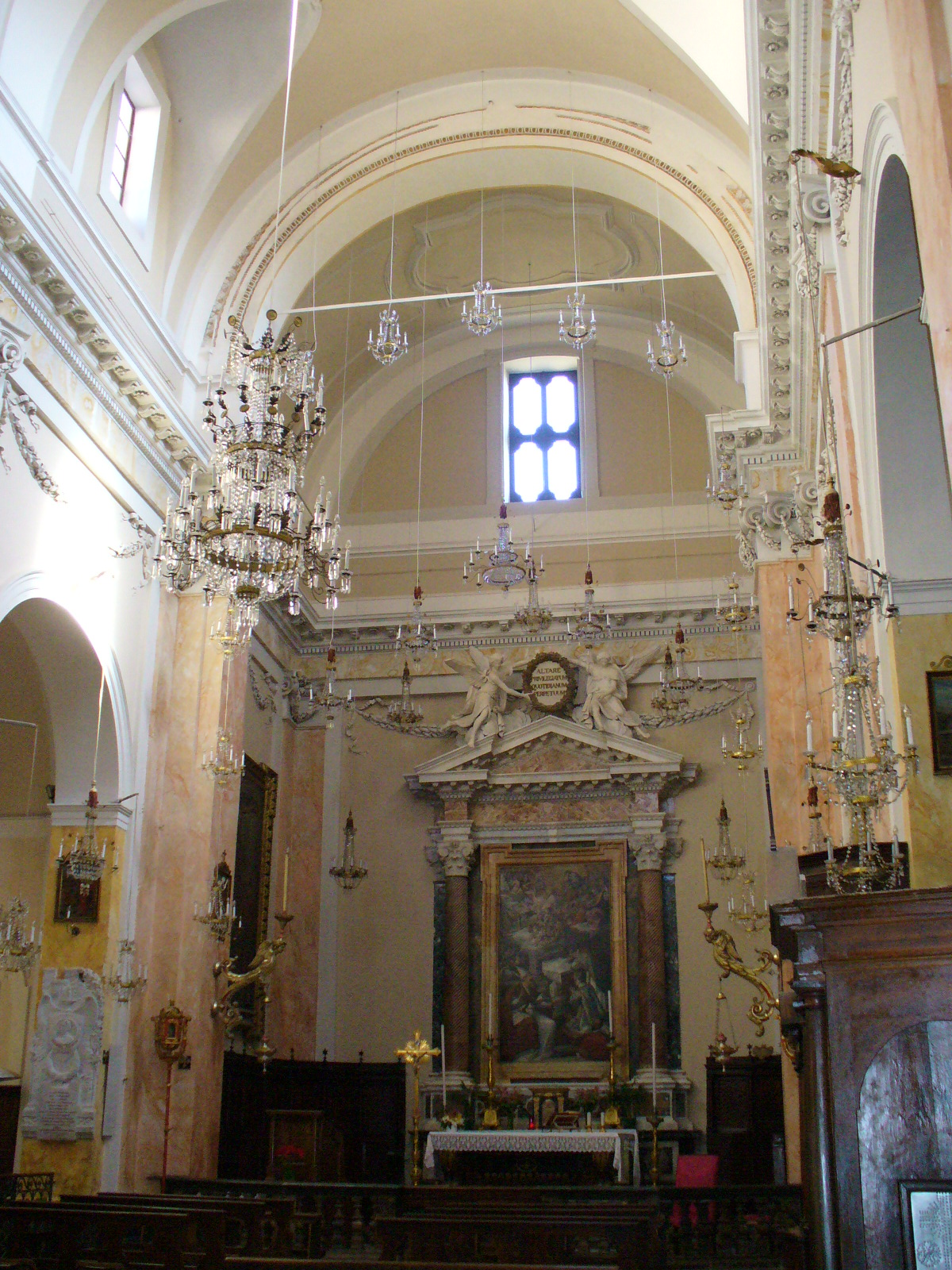
Interno della chiesa

Alla monumentale edificazione parteciparono anche numerose maestranze provenienti soprattutto dal nord Italia.
Con bolla pontificia datata 1º agosto 1590 si riferisce della fondazione della Collegiata di San Martino. Sisto V, elevando la parrocchia a Collegiata, la dota di 6 canonici, 2 chierici beneficiati e addetti minori con musici “periti” in canto fermo, tutti provvisti da Martino Pallotta, il quale vi aveva impegnato una quantità enorme di danaro.
La chiesa fu inaugurata nel 1590 con bolla di Sisto V che la elevò a Collegiata insigne e il cui stemma domina la facciata vicino a quello del cardinale Evangelista Pallotta. I primi documenti che attestano pagamenti effettuati a mastri impiegati nella costruzione si riferiscono all'anno 1589 ed ancora all'ano 1600.
Il Cardinale fu occupato alla riorganizzazione dello spazio che sarebbe diventato piazza San Martino dal 1587 al 1615 e il primo edificio ad essere costruito fu la Chiesa di San Martino a cui seguirono la realizzazione del corpo nord-orientale (il suo palazzo di piazza) e sud-orientale (l'ala di completamento ed il Seminario). 
Nel secondo decennio del Seicento egli, dopo aver dato esecuzione o impostato il lavoro per tutto questo complesso realizzato nel corso di qualche anno, ma unitariamente progettato in rapporto allo spazio urbano da qualificare, ossia la piazza, pose attenzione anche al lato occidentale di essa. La Piazza di San Martino si sarebbe configurata così non solo come centro di vita religiosa, ma come luogo in cui ospitare i forestieri o i visitatori immediatamente accolti nel luogo più significativo della rinnovata Caldarola, segno della presenza di colui che tale rinnovamento aveva ideato e fatto realizzare.

## Descrizione
La Collegiata si presenta, all'interno, come un edificio a tre navate con coro e cappelle laterali, la navata centrale dalla forma leggermente trapezoidale. Nella navata destra si trova la prima cappella, del Santissimo Crocifisso, accanto la Cappella della reliquia di San Destro, mentre l'ultima cappella è quella che reca all'altare la tela con la Madonna del Carmelo firmata da Giovanni Andrea De Magistris, padre di Simone, e datata 1537, che mostra evidente il suo nobile linguaggio figurativo tra Raffaello e Lorenzo Lotto, ma venato di umori popolareschi e arricchito da una vivace gamma cromatica.

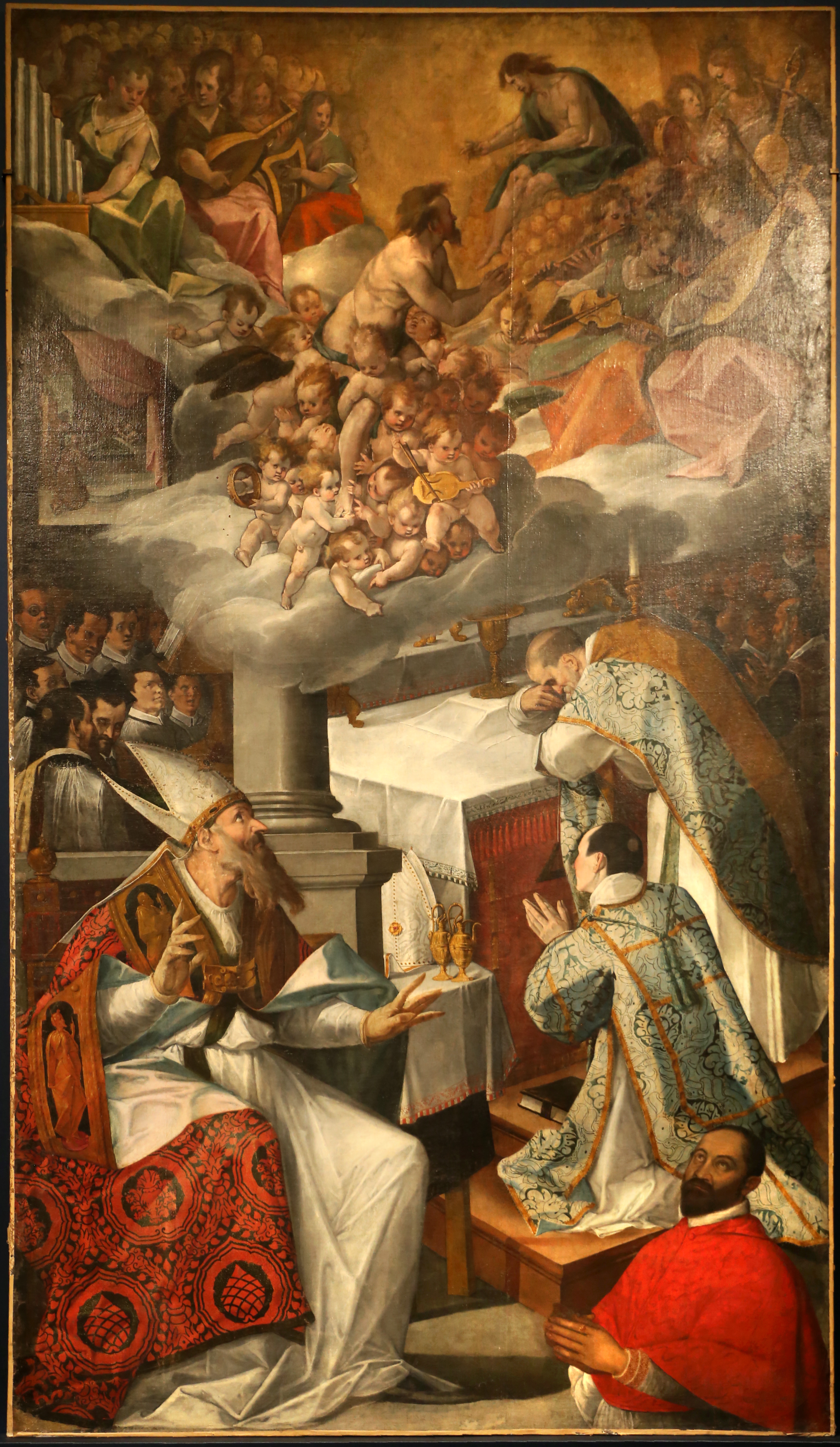
Simone de Magistris, Messa di San Martino

L'arco trionfale in muratura e la balaustra in pietra di gesso balatino dividono la navata centrale dallo spazio del presbiterio. Alla parete di fondo del Coro si erge il complesso monumentale dell'altare maggiore, incorniciato da due imponenti colonne scanalate con capitello corinzio che, secondo la leggenda sono state portate a Roma dal tempio di Gerusalemme e quindi fatte trasportare a Caldarola dal cardinale; al centro è la grande tela raffigurante la Messa di San Martino, una delle più importanti opere di Simone De Magistris, dipinta nel 1590, con la presenza del cardinale Evangelista Pallotta in basso a destra. La pala, nel superamento del rigore compositivo rinascimentale per una narrazione multipla e complessa, e per il tono visionario, mostra la consonanza con l'opera di El Greco. Il dipinto faceva parte di un progetto più ampio completato nel 1594 ed interamente ad opera del De Magistris, che si estendeva nell'intero presbiterio con altri quattro dipinti su tela e sei ad affresco, ma anche con la decorazione in stucco, che comprendeva anche quattro statue di Virtù negli angoli. Questi lavori però, a causa del terremoto del 1799, sono perduti, e ne rimane solo documentazioni grafiche.
Sulle pareti del presbiterio si trova una copia della Madonna di Foligno di Raffaello contrapposta alla grande tela della Crocifissione della scuola di Guido Reni.
Sul lato meridionale del presbiterio una piccola porticina dà accesso alla sacrestia, stanza di notevoli dimensioni con un pavimento di quadrotti di cotto antichi, con le pareti decorate a tempera dell'inizio del Novecento, e con soffitto in legno decorato. In essa è una tela con la Madonna in gloria e i Santi Cosma e Damiano firmata e datata 1535 da Durante Nobili, l'opera di esordio dell'amico, seguace e collaboratore di Lorenzo Lotto, dal quale prende buona parte della sua cultura formale. Il dipinto mostra diverse citazioni lottesche e, specie in cui alcune parti come il paesaggio, una qualità che ha fatto pensare alla partecipazione dello stesso Lotto nell'esecuzione. Sul lato opposto si trova la sacrestia delle Confraternite.
Nella navata sinistra, la prima cappella è quella della fonte battesimale; la Cappella centrale al Santissimo Sacramento ed è chiusa da una cancellata di pregevole fattura in ferro battuto e contiene un particolarissimo tabernacolo in legno dorato datato 1595; l'ultima cappella è dedicata a S. Michele Arcangelo.